# Colonia Diez de Abril
Colonia Diez de Abril är en ort i Mexiko.   Den ligger i kommunen Torreón och delstaten Coahuila, i den centrala delen av landet, 800 km nordväst om huvudstaden Mexico City. Colonia Diez de Abril ligger 1 115 meter över havet och antalet invånare är 238.
Terrängen runt Colonia Diez de Abril är mycket platt. Runt Colonia Diez de Abril är det ganska tätbefolkat, med 129 invånare per kvadratkilometer. Närmaste större samhälle är Torreón, 11,0 km sydväst om Colonia Diez de Abril. Trakten runt Colonia Diez de Abril består till största delen av jordbruksmark.